# Чон Монгу
Чон Монгу (кор. 정몽구, общепринятая латинская транскрипция — Chung Mong-koo; 19 марта 1938, Канвондо) — промышленник, главный директор «Хёндэ Мотор Групп» и «Хёндэ Мотор», крупнейшей автопроизводитель в Корее. «Хёндэ Мотор Групп» состоит из 42 дочерних компаний, и это второй по величине концерн в Корее. Чон Монгу стал преемником своего отца Чон Чжу-ёна, основателя концерна «Хёндэ Групп». Он старший из восьми выживших сыновей Чон Чжуёна.
Миллиардер, в рейтинге журнала Forbes в 2015 году состояние оценивается в $5,7 млрд.

## Награды
- Почётный гражданин Пекина[англ.] (2003)[4].